# Kletten
Die Kletten (Arctium) bilden eine Pflanzengattung in der Unterfamilie der Carduoideae innerhalb der Familie der Korbblütler (Asteraceae). Die 10 bis 14 Arten der Gattung Arctium s. str. sind in Eurasien und Nordafrika weitverbreitet. Einige Arten sind weltweit Neophyten.

## Beschreibung

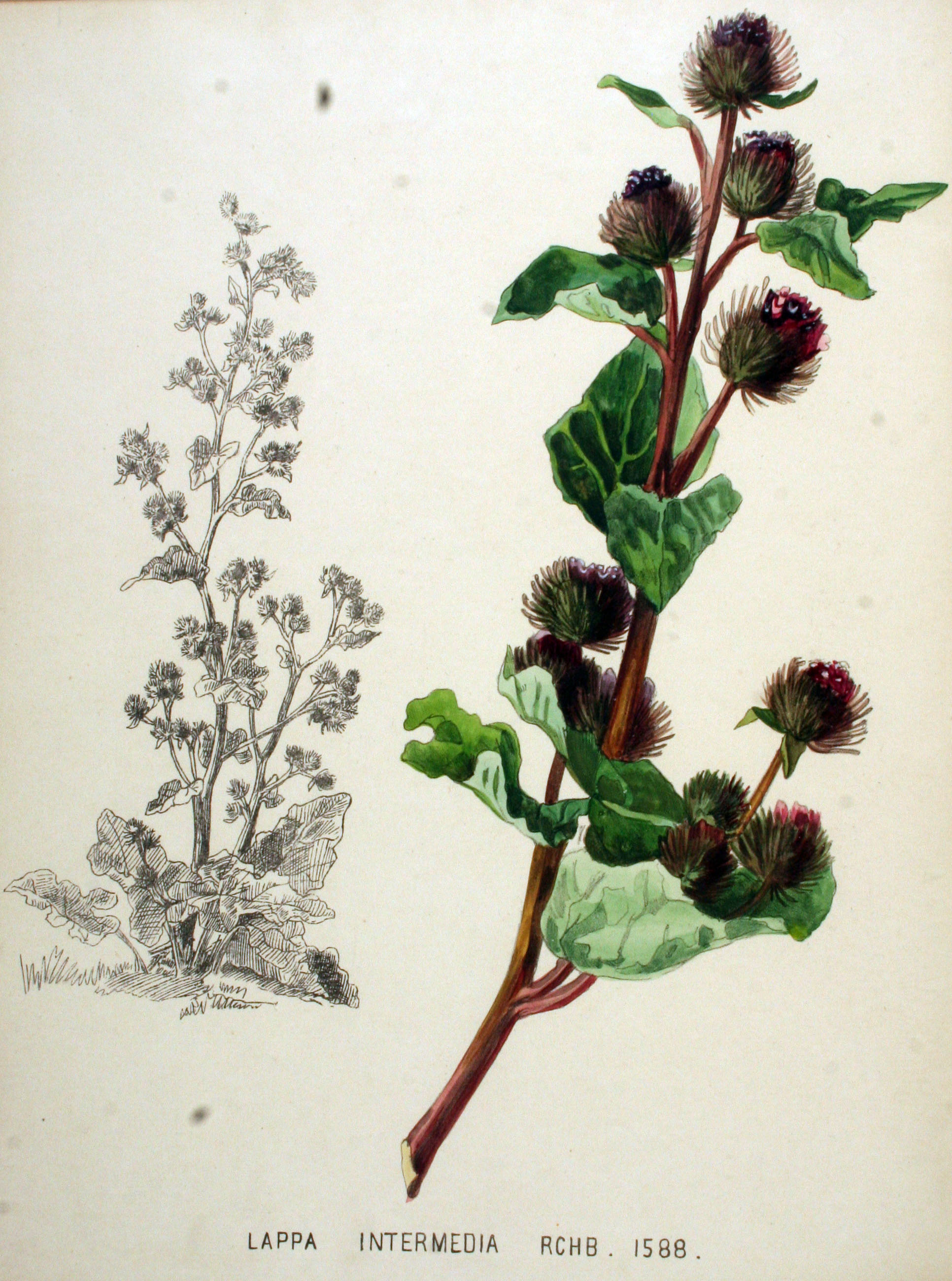
Illustration aus Flora Batava, Volume 20 der Hain-Klette (Arctium nemorosum)

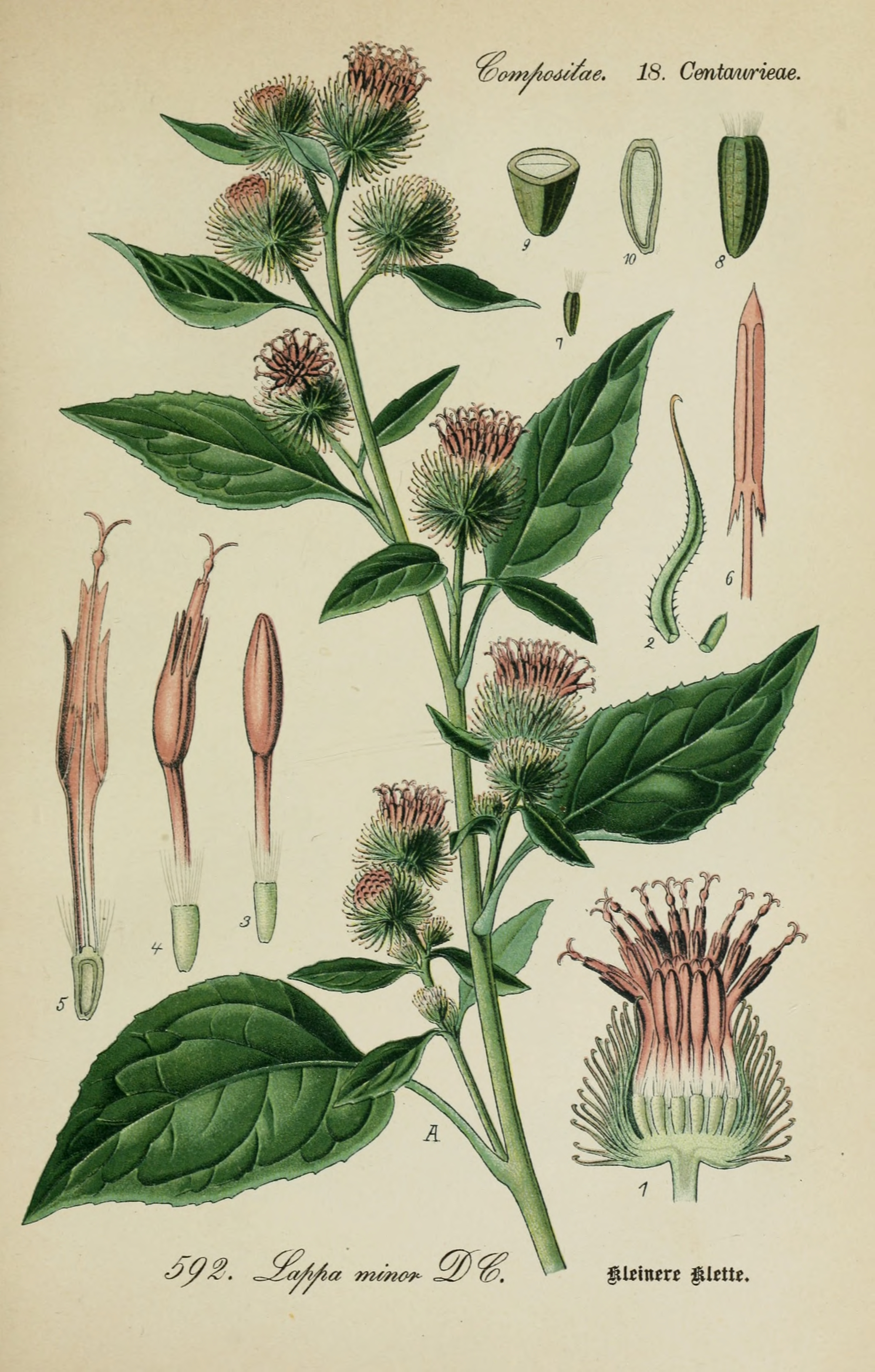
Illustration der Kleinen Klette (Arctium minus)

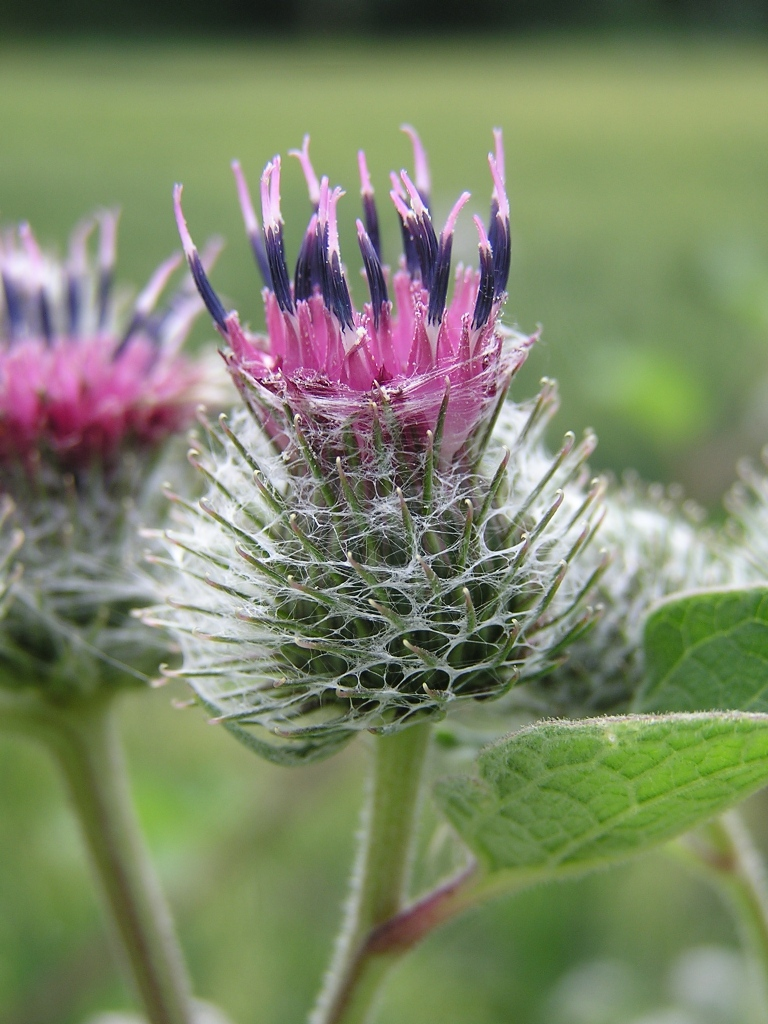
Blütenkorb mit Blüten im Detail der Filz-Klette (Arctium tomentosum)

Bei der Gattung Arctium s. str. gibt es folgende Merkmale:

### Vegetative Merkmale
Arctium-Arten sind immer hapaxanthe Pflanzen: zwei- oder mehrjährige, krautige Pflanzen, die Wuchshöhen von 50 bis 300 Zentimetern erreichen. Die aufrechten Stängel sind meist verzweigt. Die gestielten Laubblätter sind wechselständig angeordnet, haben einen glatten oder gezähnten Blattrand und sind meist behaart. Sie sind ungeteilt, die grundständigen Blätter bis 50 cm lang. Die Hüllblätter des Köpfchens haben eine meist hakig eingerollte Stachelspitze.

### Generative Merkmale
In den fast kugeligen, körbchenförmigen Blütenständen sind meist 20 bis 40 (selten weniger oder manchmal mehr) zwittrige Röhrenblüten vorhanden. In den Röhrenblüten sind fünf rosafarbene bis violette Kronblätter zu einer Blütenkrone verwachsen.
Die Achänen besitzen einen weißen Pappus.

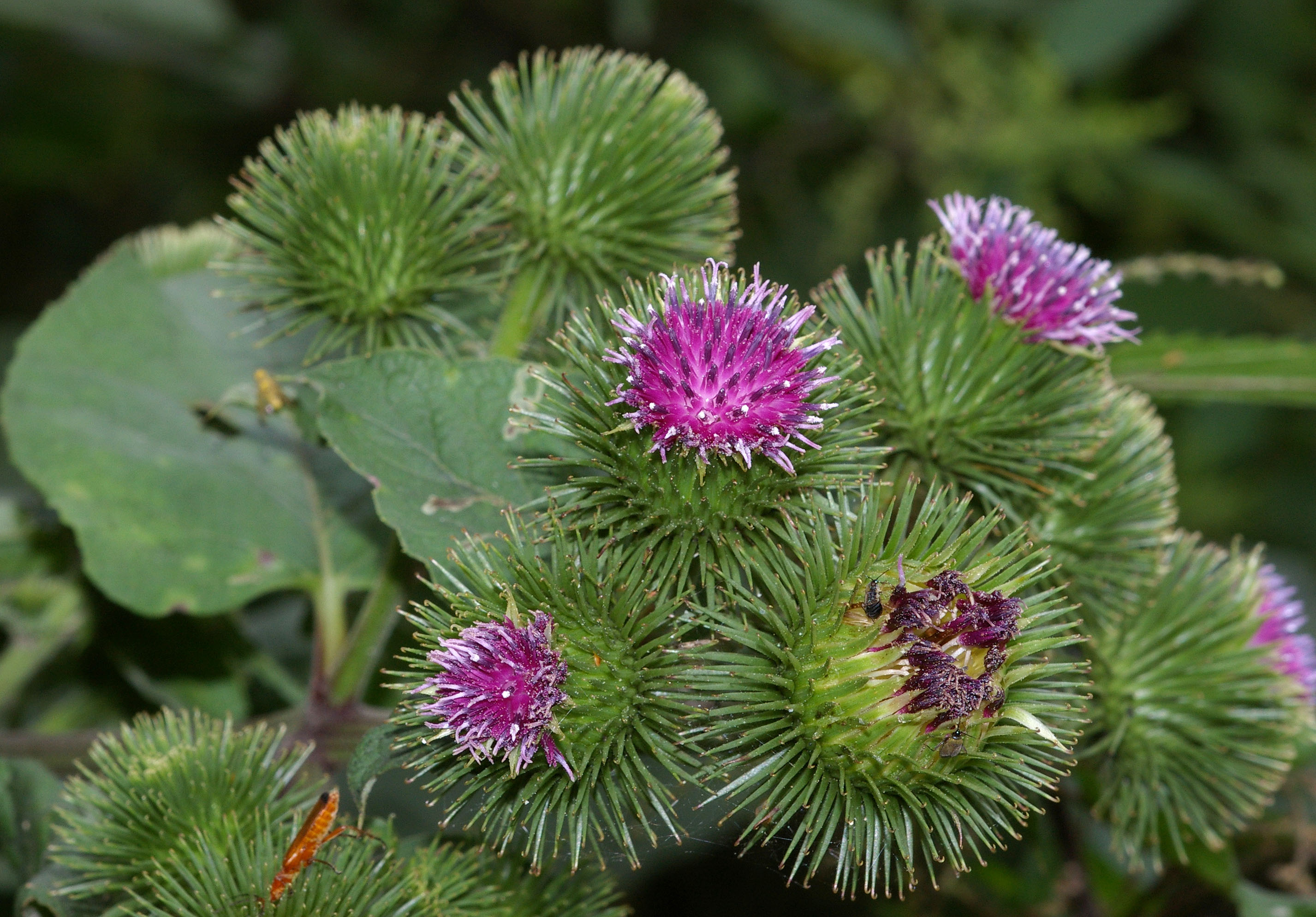
Große Klette (Arctium lappa)

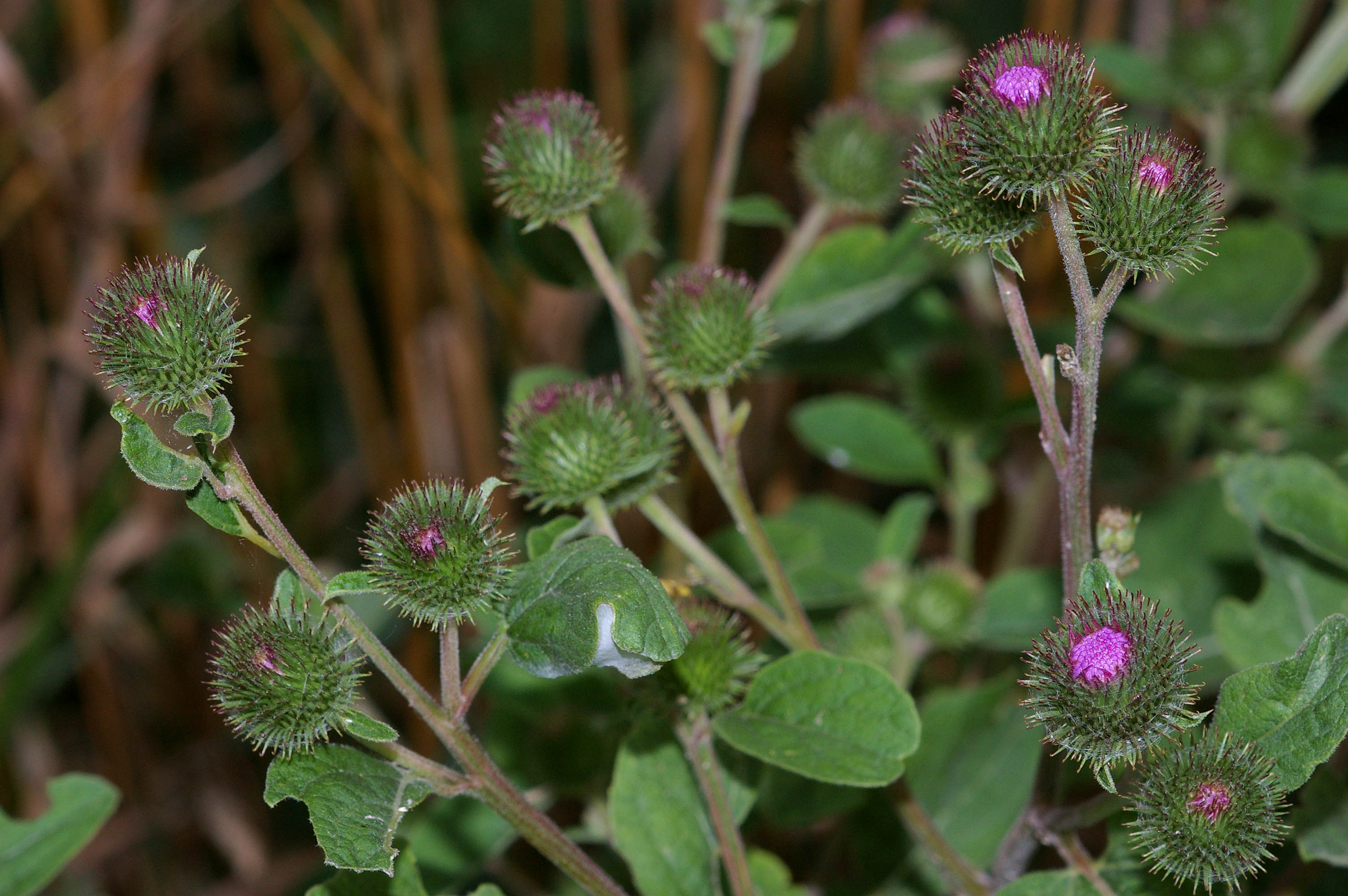
Kleine Klette (Arctium minus)

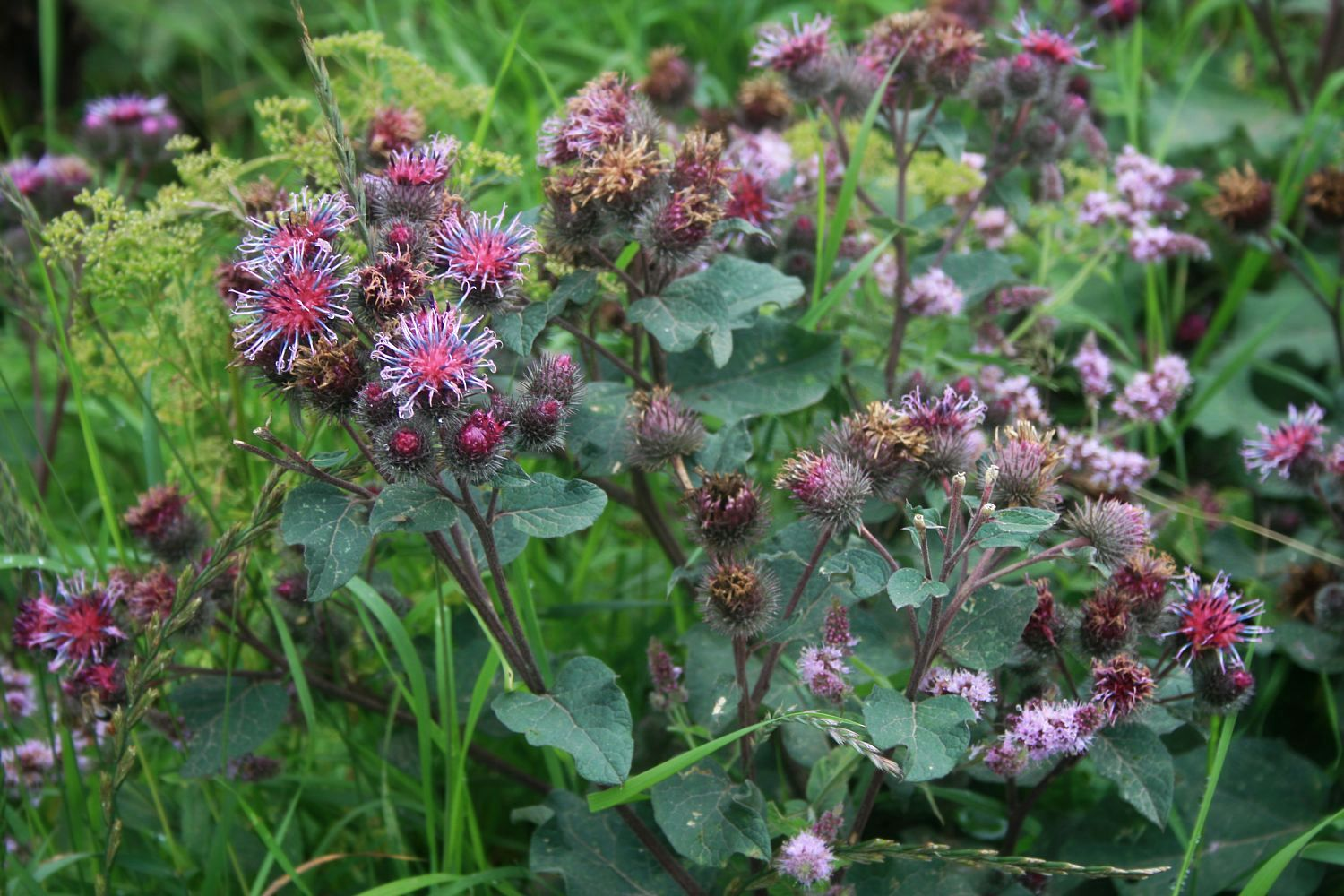
Arctium palladinii

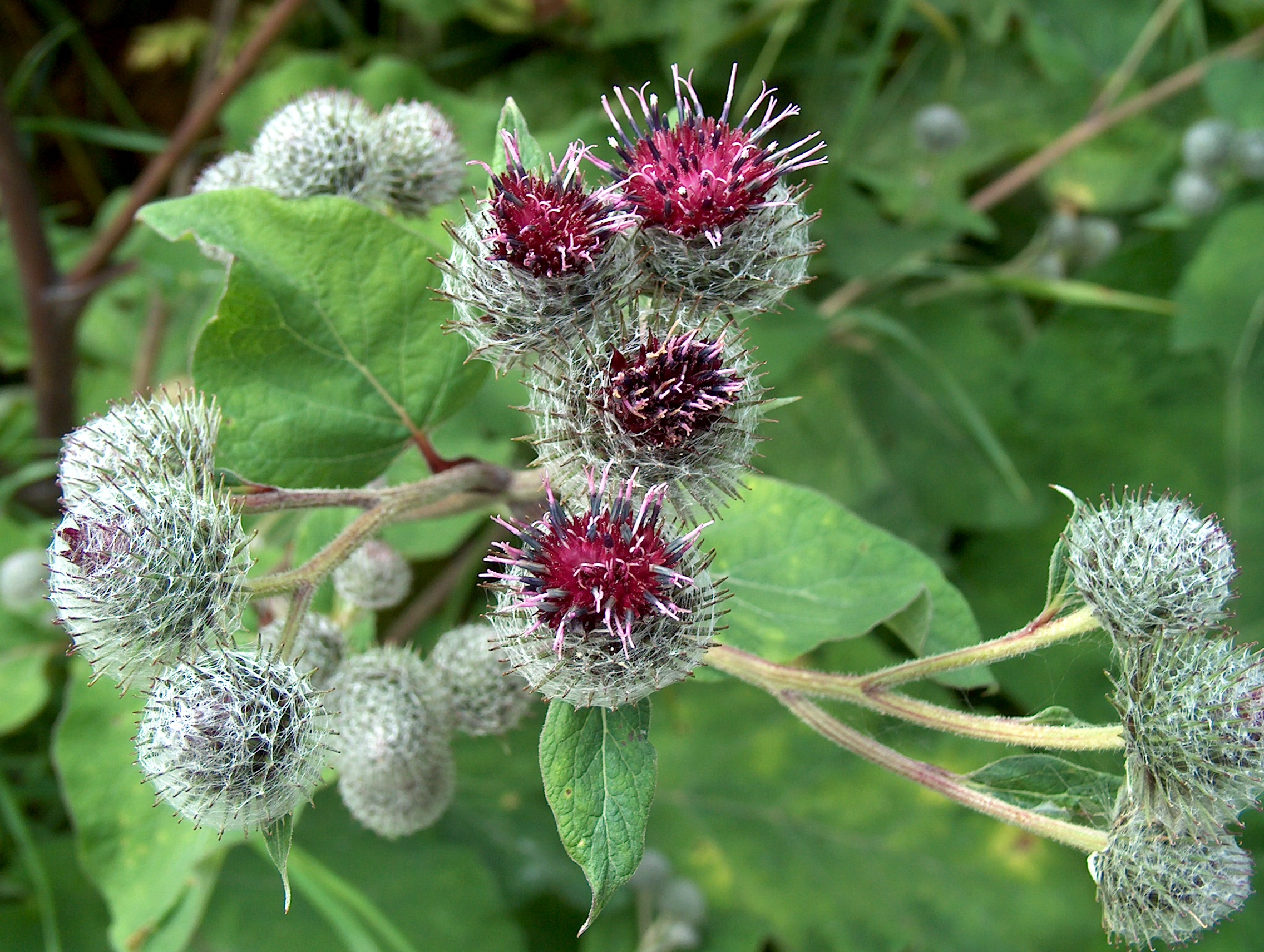
Filz-Klette (Arctium tomentosum)

## Systematik

### Taxonomie
Die Gattung Arctium wurde 1753 durch Carl von Linné in Species Plantarum, 2, Seite 816 aufgestellt. Der vermutlich vom griechischen árcteion (der Bär) abgeleitete Gattungsname Arctium findet sich bereits bei Dioskurides. Ein Homonym ist Arctium Lam. (in Lamarck: Flore Françoise 2, 1778/9, S. 70 veröffentlicht). Synonyme für Arctium L. sind Bardana Hill und Lappa Scop. Der Artname lappa wird bei Plinius und später als weiterer Gattungsname genannt; abgeleitet aus dem griechischen labein (ergreifen), festhalten, weist er auf die Eigenschaft der Früchte hin, an Kleidern (oder am Fell von Tieren u. Ä.) festzuhaften. Typusart ist Arctium lappa L.

### Botanische Geschichte
Die Gattung Arctium gehört zur Subtribus Carduinae aus der Tribus Cardueae in der Unterfamilie der Carduoideae innerhalb der Familie der Asteraceae. Der monophyletische Arctium-Cousinia-Komplex enthält nach S. López-Vinyallonga et al. 2009 die Arten der Gattungen Arctium L., Cousinia Cass. (über 600 Arten), Hypacanthium Juz. (zwei Arten) und die monotypische Schmalhausenia C.Winkl. Bei S. López-Vinyallonga et al. 2011 wurde alle Arten des Arctium-Cousinia-Komplexes in der dann monophyletischen Gattung Arctium s. l. vereinigt und die bisherigen Gattungen zu Sektionen. Die seit 2011 über 600 Arten der Gattung Arctium s. l. werden in die Sektionen Arctium sect. Amberbopsis, Arctium sect. Anura, Arctium sect. Arctium, Arctium sect. Chrysis, Arctium sect. Hypacanthium, Arctium sect. Hypacanthodes, Arctium sect. Lappaceum, Arctium sect. Pectinatae, Arctium sect. Pseudarctium, Arctium sect. Schmalhausenia, Arctium sect. Serratulopsis gegliedert.

### Arten und ihre Verbreitung
Die Gattung Arctium s. str. hat nur 10 bis 14 Arten enthalten:
- Arctium atlanticum (Pomel) H.Lindb.: Die Heimat ist Algerien und Marokko.[6]
- Große Klette (Arctium lappa L., Syn.: Arctium edule Beger, Arctium majus (Gaertn.) Bernh., Lappa edulis Sieb. ex Miq. nom. inval., Lappa major Gaertn., Lappa officinalis All.)
- Arctium leiospermum Juz. & Ye.V.Serg.: Sie kommt in Zentralasien vor.
- Kleine Klette oder Flaum-Klette (Arctium minus (Hill) Bernh., Syn.: Arctium pubens Bab., Lappa minor Hill)
- Hain-Klette oder Auen-Klette (Arctium nemorosum Lej.): Sie wird bei einigen Autoren als Synonym von Arctium lappa gewertet. Sie ist in Europa verbreitet.[6]
- Arctium palladinii (Marcow.) R.E.Fr. et al.: Sie kommt in Vorderasien vor.[6]
- Arctium platylepis (Boiss. & Balansa) Sosn. ex Grossh.: Sie wird von manchen Autoren auch als Unterart Arctium lappa subsp. platylepis (Boiss. & Balansa) Arènes zu Arctium lappa gestellt.[6]
- Arctium pseudarctium (Bornm.) Duist.: Sie kommt nur in Turkestan vor.
- Arctium sardaimionense Rassulova & B.A. Sharipova: Sie kommt nur in Tadschikistan vor.
- Filz-Klette oder Filzige Klette, Spinnweb-Klette (Arctium tomentosum Mill.)

Es wurden einige Naturhybriden beschrieben:
- Arctium ×ambiguum (Čelak.) Nyman
- Arctium ×batavum Arènes
- Arctium ×bretonii Rouy
- Arctium ×debrayi Senay
- Arctium ×leiobardanum Juz. & C.Serg. ex Stepanov
- Arctium ×mixtum (Simonk.) Nyman
- Arctium ×neumannii Rouy ex P.Fourn.
- Arctium ×nothum (Ruhmer) J.Weiss
- Arctium ×scanicum (Rouy) Rouy

Die Arten der Gattung Spitzkletten (Xanthium L.) gehören jedoch nicht in die Gattung Arctium, sie gehören nicht einmal in die gleiche Unterfamilie.

## Heilwirkung
Die traditionelle Volksheilkunde schreibt der Klette eine harntreibende und blutreinigende Wirkung zu. Auch gegen Gelenkrheuma, Geschwüre, Magenbeschwerden, Haarausfall, Kopfschuppen, unreine Haut, Gebärmuttersenkung und zur Wundheilung wurde sie früher empfohlen.
Verwendet werden die im Herbst des ersten oder im Frühjahr des zweiten Jahres gesammelten und getrockneten Wurzeln der Großen Klette (Arctium lappa, auch Arctium majus) wie auch Kleinen Klette (Arctium minus) und der Filz-Klette (Arctium tomentosum). Klettenwurzeln werden, eher selten, im Handel als Bardanae radix (syn. Radix Bardanae, Radix Arctii, Radix Lappae) angeboten.
Inhaltsstoffe sind Lignane, unter anderem Arctiin, Inulin (Arctium lappa 45–70 %, Arctium minus 20–27 %, Arctium tomentosum bis 19 %), Schleimstoffe, geringe Mengen an ätherischem Öl, Polyine, Kaffeesäurederivate und Sesquiterpenlactone, es ist das Arctiopicrin, welches zu der Untergruppe der Germacranoliden gehört und zu einer Kontaktdermatitis führt.
Zur innerlichen Anwendung dient ein Aufguss aus gehackter Klettenwurzel, gelegentlich auch aus frischen oder getrockneten oberirdischen Pflanzenteilen. Äußerlich wird Klettenwurzelöl gegen Seborrhoe und als Haarwuchsmittel angewendet. Von der Anwendung während der Schwangerschaft wird abgeraten.
Zu den bekannten Nebenwirkungen gehört Kontaktdermatitis bei äußerlicher Anwendung des Öls der Wurzel. Des Weiteren kann Anaphylaxie, Atemnot und Nesselsucht bei Einnahme auftreten.
| Wirkstoff                         | Auftreten                       | Wirkung                                                                                      |
| --------------------------------- | ------------------------------- | -------------------------------------------------------------------------------------------- |
| Arctigenin                        | Blätter, Früchte, Samen, Wurzel | Hemmt Hitzeschock Anti-Tumor Anti-Influenza-Virus                                            |
| Arctiin                           | Blätter, Früchte, Wurzel        | Hemmt Tumor-Verbreitung Chemopräventiv Anti-proliferativ gegen B-Zellen-Hybridomzellen, MH60 |
| Trachelogenin                     | Früchte                         | Ca2+-Hemmstoff Anti-HIV-Eigenschaften                                                        |
| Lappaol F                         | Früchte, Samen                  | Hemmt NO-Produktion                                                                          |
| Diarctigenin                      | Früchte, Samen, Wurzel          | Hemmt NO-Produktion                                                                          |
| Beta-eudesmol                     | Früchte                         | Antibakteriell Antiangiogenetisch                                                            |
| Caffeic acid                      | Blätter, Stängel, Wurzelschale  | Antioxidativ Neutralisiert freie Radikale                                                    |
| Chlorogenic acid                  | Blätter, Wurzelschale           | Neuroprotektiv Antioxidativ Anti-Anaphylaxie Anti-HIV                                        |
| Tannin                            | Wurzel                          | Anti-Tumor Immuno-modular Hemmt Hyaluronidase                                                |
| Inulin                            | Wurzel                          | Präbiotisch Anti-Bluthochdruck Anti-Diabetes                                                 |
| Sitosterol-beta-D-glucopyranoside | Wurzel                          | Säuger-DNS-Polymerase Anti-Diabetes und Adipositas                                           |

## Darstellung in der Kunst

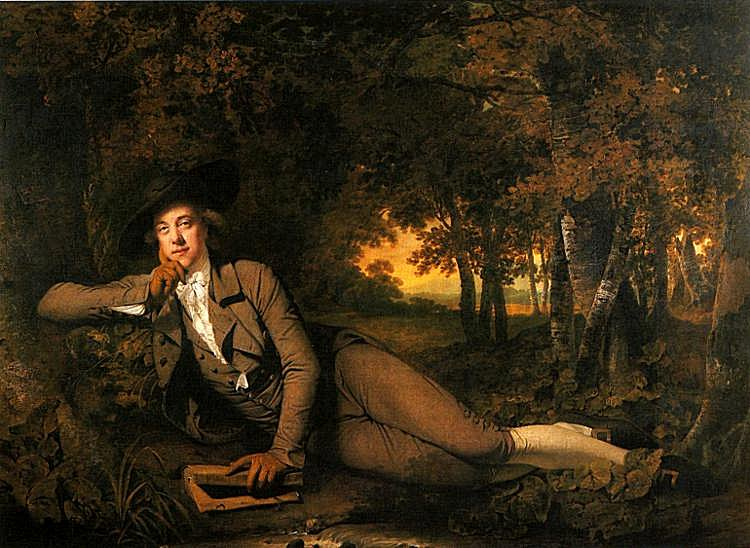
Joseph Wright of Derby: Sir Brooke Boothby (1781). Die Füße von Boothby liegen zwischen Klettenblättern

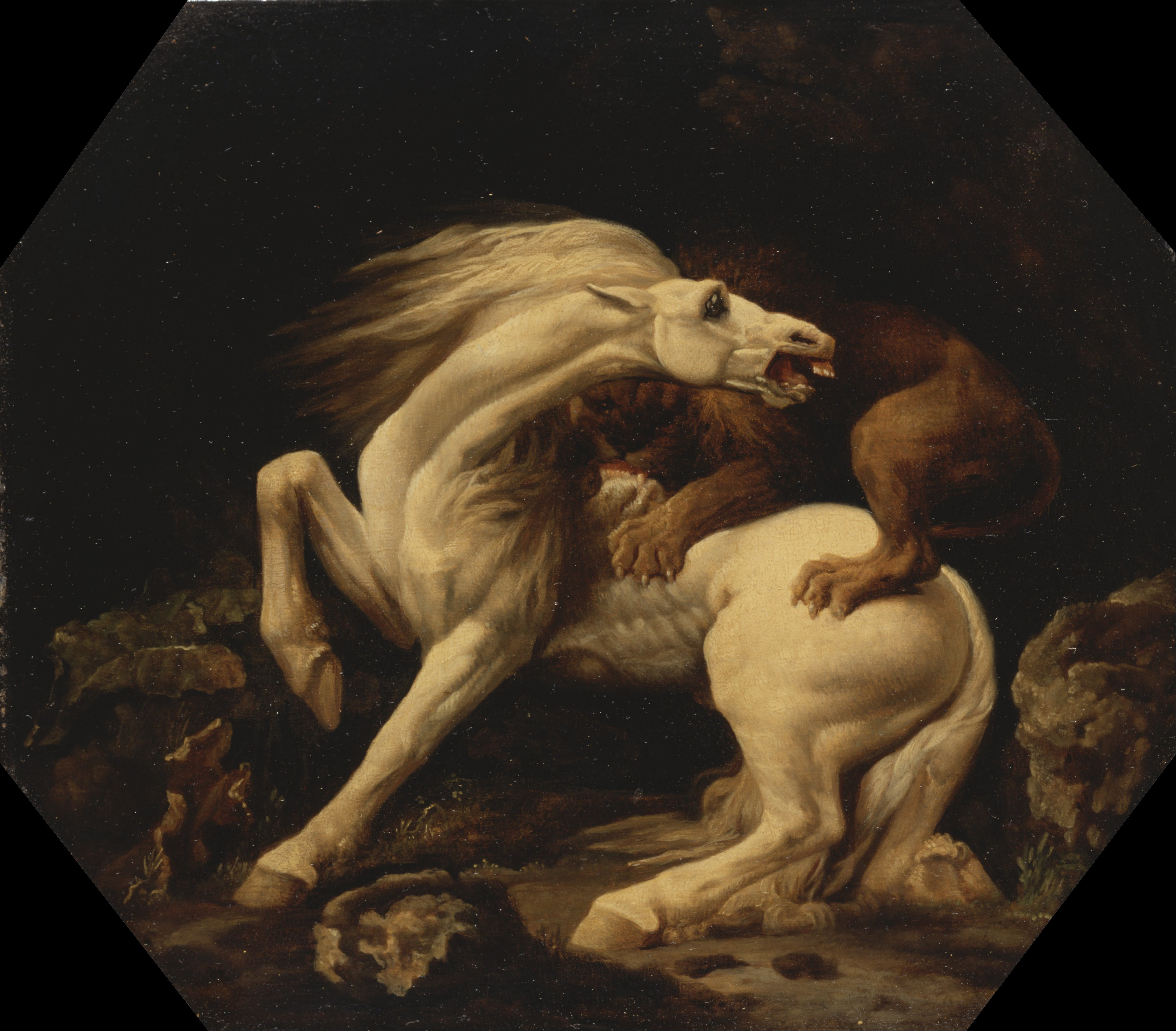
George Stubbs: Horse Attacked by a Lion. 1769

Kletten tauchen ab der Mitte des 17. Jahrhunderts in der europäischen Landschaftsmalerei auf – die Pflanzen befinden sich selten in einer zentralen Stelle des Bildes oder sind besonders hervorgehoben, sind aber insbesondere aufgrund ihrer Blattform eindeutig zu identifizieren. Anders als Akelei oder Erdbeeren hatten Kletten keine religiöse Bedeutung, bei Shakespeare war die Pflanze außerdem eindeutig negativ besetzt. Nach Ansicht von Richard Mabel sind Kletten vielmehr das erste Unkraut, dem in der westlichen Kunstgeschichte eine künstlerische oder architektonische Schönheit zugeschrieben wurde und das deshalb ab diesem Zeitpunkt vermehrt dargestellt wird.
In der niederländischen Landschaftsmalerei des 17. Jahrhunderts tauchen Kletten erstmals auf. Sie finden sich unauffällig am Bildrand einiger Gemälde von Jan Wijnants und Jacob van Ruisdael. Häufiger sind Kletten im Werk von Claude Lorrain zu finden, einem französischen Maler des Barock, der einen eigenen lyrisch-romantischen Stil klassizistisch barocker Landschaftsmalerei entwickelte. Kletten sind bei ihm die einzigen Pflanzen, die realistisch dargestellt sind. Als unauffällige Pflanzen finden sie sich beispielsweise im rechten unteren Bildwinkel von Lorrains Gemälde Landschaft mit tanzenden Figuren aus dem Jahre 1648. Es bildet den Vordergrund zu einer Gruppe junger Leute, die picknicken und begleitet von Tamburinen tanzen. In seinem Gemälde Landschaft mit Narziss und Echo aus dem Jahre 1645 sind Kletten etwas zentraler, wenn auch immer noch am unteren Rand des Gemäldes. Hier greift der Bogen der Blätter die Haltung der Beine und Arme von Narziss auf, während er sein Spiegelbild im Wasser betrachtet. In Landschaft mit David und den drei Helden (1658) sind nicht nur die Blätter, sondern auch die Blütenstände zu sehen, die jetzt die Form der Speere aufgreifen.
Claude Lorrain inspirierte Maler wie Thomas Gainsborough, in dessen Gemälde The Cottage Door sich beispielsweise Klettenblätter im rechten Bildwinkel am Fuße der Eiche finden. Sein Landsmann Joseph Wright of Derby ließ 1781 die Füße des von ihm porträtierten Sir Brooke Boothby zwischen Klettenblättern ruhen. In ähnlicher Weise tauchen Kletten in Gemälden von Richard Wilson, William Turner, John Linnell, James Ward, John Constable und Edwin Landseer auf. Am auffälligsten ist die Darstellung bei George Stubbs, einem der bedeutendsten europäischen Tiermaler. In seinem Gemälde Horse Attacked by a Lion (1769) wendet ein Schimmel seinen Kopf dem Löwen zu, dessen Pranken seinen Rücken zerfleischen. Das rechte Bein des Pferdes ist angewinkelt, unter seinem Huf finden sich Klettenblätter, die in ihrer Form den Pferdekopf aufgreifen. Sie sind mit gleicher Sorgfalt dargestellt wie das Pferd in seinem Todeskampf.
Im 19. Jahrhundert verschwand die Klette weitgehend aus der Malerei. Richard Mabey führt dies darauf zurück, dass Kletten keine spezifische Symbolik hatten und beispielsweise für präraffaelitische Maler damit als Darstellungsobjekt uninteressant wurden.

## Kletten als Inspiration für den Klettverschluss

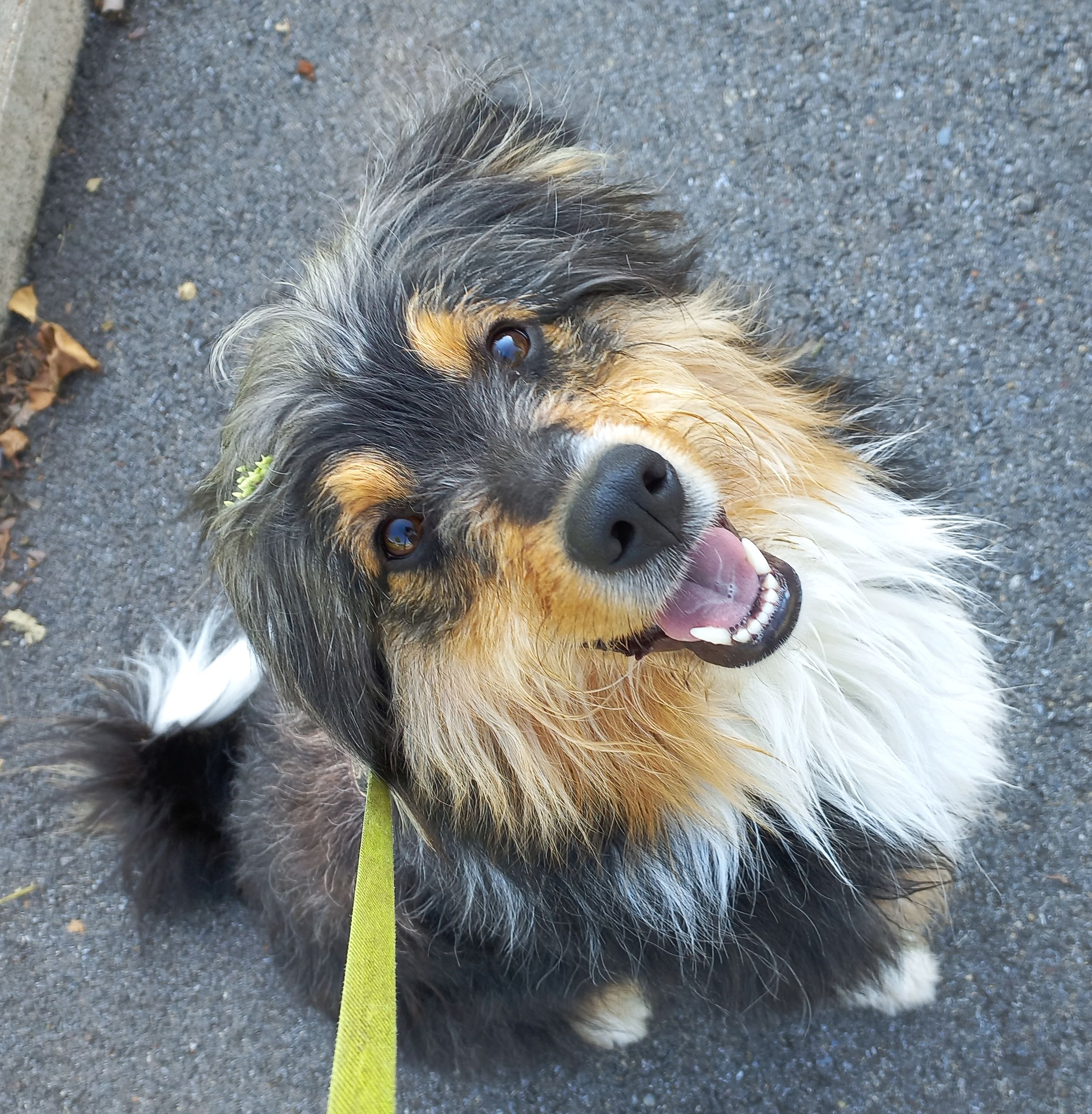
Hund mit einigen Kletten über dem rechten Auge/beim rechten Ohr

Dem Schweizer Ingenieur Georges de Mestral fiel auf, dass seine Hunde oft Früchte der Großen Klette (Arctium lappa) im Fell hatten. Unter dem Mikroskop entdeckte er, dass die Klettensamen winzige elastische Häkchen tragen, die auch bei gewaltsamem Entfernen nicht abbrechen. Mestral untersuchte deren Beschaffenheit und erkannte eine Möglichkeit, zwei Materialien auf einfache Art reversibel zu verbinden. Er entwickelte den textilen Klettverschluss und meldete seine Idee 1951 zum Patent an. Vermarktet wurde das Produkt erstmals unter dem Namen Velcro, zusammengesetzt aus den französischen Begriffen velours („Samt“) und crochet („Haken“).